# Tony Shelly
Tony Shelly (2. února 1937 Wellington – 4. října 1998 Taupo) byl novozélandský automobilový závodník, účastník Formule 1 v roce 1962.
Tony Shelly zahajil svou kariéru vítězstvím v Teretonga s vozem Cooper, posléze Tony pokouší štěstí v Evropě, kam odešel v roce 1962, aby závodil v týmu Johna Daltona a to především v závodech mimo šampionát. V tom samém roce dostal příležitost ke startu v Grand Prix Velké Británie, kde řídil Lotus 18/21, ale v závodě ho zradil motor. Další snaha o start v Grand Prix a to jak v Německu tak i v Itálii přišla vniveč již v kvalifikaci, ze které se nedokázal na start závodu probojovat. V závodech, které do šampionátu nebyly započítávány si vedl daleko lépe a sezónu zakončil pátým místem v Trophée Lombank a třetím místem v Lavant Cup.
Koncem roku se vrací na Nový Zéland, aby v roce 1964 startoval v Tasmánckém poháru, kde po čtvrtém, dvou pátých a dvou šestých místech získal celkem 9 bodů a dosáhl tak na celkově 9. místo v celé sérii.
Tímto končí Tonyho kariéra automobilového závodníka, ale na vozy nezanevřel stal se z něho úspěšný obchodník s vozy. Tony následoval svého otce na Havaj, kde spolu založili obchodní společnost. V roce 1975 získal americké občanství a svou obchodní aktivitu rozdělil do dvou sídel, jedné v Honolulu a druhé v Taupo. V roce 1980 rozšířil společnost na obchodování s vozy Mazda, později spolu se svým společníkem Nevillem Crichtonem, který také pocházel z Nového Zélandu, začali zastupovat další značky jako byla v roce 1988 BMW. V letech 1981 až 1982 se stal Shelly prezidentem společnosti HADA.
Tony Shelly, až do své smrti v roce 1998, kdy podlehl zákeřné rakovině, žil v Taupo se svou ženou Lesley a pěti potomky: Damonem, Stuartem, Markem, Andrewem a Johnem.

## Kompletní výsledky ve formuli 1
| Legenda k tabulce | Legenda k tabulce                                                                       |
| Barva             | Výsledek                                                                                |
| ----------------- | --------------------------------------------------------------------------------------- |
| Zlatá             | Vítěz                                                                                   |
| Stříbrná          | 2. místo                                                                                |
| Bronzová          | 3. místo                                                                                |
| Zelená            | Bodované umístění                                                                       |
| Modrá             | Nebodované umístění                                                                     |
| Modrá             | Dokončil neklasifikován (NC)                                                            |
| Fialová           | Odstoupil (Ret)                                                                         |
| Červená           | Nekvalifikoval se (DNQ)                                                                 |
| Červená           | Nepředkvalifikoval se (DNPQ)                                                            |
| Černá             | Diskvalifikován (DSQ)                                                                   |
| Bílá              | Nestartoval (DNS)                                                                       |
| Bílá              | Závod zrušen (C)                                                                        |
| Světle modrá      | Pouze trénoval (PO)                                                                     |
| Světle modrá      | Páteční testovací jezdec (TD)                                                           |
| Bez barvy         | Netrénoval (DNP)                                                                        |
| Bez barvy         | Vyřazen (EX)                                                                            |
| Bez barvy         | Nepřijel (DNA)                                                                          |
| Bez barvy         | Odvolal účast (WD)                                                                      |
| Bez barvy         | Nezúčastnil se (prázdné)                                                                |
| Označení          | Význam                                                                                  |
| Tučnost           | Pole position                                                                           |
| Kurzíva           | Nejrychlejší kolo                                                                       |
| †                 | Jezdec nedojel do cíle, ale byl klasifikován, protože odjel více než 90 % délky závodu. |
| ‡                 | Byl udělován poloviční počet bodů, protože bylo odjeto méně než 75 % délky závodu.      |
| Horní index       | Umístění bodujících jezdců ve sprintu                                                   |

| Rok  | Tým                            | Šasi        | Motor     | 1   | 2   | 3   | 4   | 5       | 6       | 7       | 8   | 9   | Umístění | Body |
| ---- | ------------------------------ | ----------- | --------- | --- | --- | --- | --- | ------- | ------- | ------- | --- | --- | -------- | ---- |
| 1962 | John Dalton                    | Lotus 18/21 | Climax L4 | NED | MON | BEL | FRA | GBR Ret | GER DNQ |         |     |     | -        | 0    |
| 1962 | Autosport Team Wolfgang Seidel | Lotus 24    | BRM V8    |     |     |     |     |         |         | ITA DNQ | USA | RSA | -        | 0    |

### Výsledky z Tasmánské série
| Datum       | Závod                      | Tým                | Vůz         | Závody   | Pole position |
| 4. 1. 1964  | V.Levin International      | Shelly Motors Ltd. | Lotus 18/21 | 5. místo | x             |
| 11. 1. 1964 | Grand Prix Nového Zélandu  | Shelly Motors Ltd. | Lotus 18/21 | 6. místo | x             |
| 18. 1. 1964 | Lady Digram Trophy         | Shelly Motors Ltd. | Lotus 18/21 | 6. místo | x             |
| 25. 1. 1964 | Teretonga International    | Shelly Motors Ltd. | Lotus 18/21 | 4. místo | x             |
| 9. 2. 1964  | Grand Prix Austrálie       | Shelly Motors Ltd. | Lola T4     | 8. místo | x             |
| 16. 2. 1964 | Warwick Farm International | A.L. Shelly        | Lola T4     | 7. místo | x             |
| 23. 2. 1964 | Lakeside International     | Shelly Motors Ltd. | Lola T4     | 5. místo | x             |
| 2. 3. 1964  | South Pacifik Trophy       | Shelly Motors Ltd. | Lola T4     | 7. místo | x             |

### 24 hodin Le Mans
| Rok  | Kategorie | Tým                        | Vůz      | Spolujezdci | Umístění   |
| 1962 | E         | UDT / Laystall Racing Team | Lotus 23 | Les Leston  | nedokončil |